# Absolutivum
Das Absolutivum ist ein Adverbialpartizip, das sich in indoiranischen Sprachen findet. Die Bezeichnung soll ausdrücken, dass es sich um ein Gerundium ohne Kasusbeziehung zu einem der Satzglieder handelt.
Darüber hinaus findet sich eine vergleichbare Konstruktion in den Dravida-Sprachen, s. Konverb.
Nicht zu verwechseln ist das Absolutivum mit dem funktional verwandten Locativus absolutus. Hierbei handelt es sich jedoch um eine Form des absoluten Kasusgebrauchs.

## Absolutivum im Sanskrit
Das Absolutivum zählt zu den am häufigsten anzutreffenden Mitteln des Satzbaus im klassischen Sanskrit.
Im Sanskrit können mit den Suffixen -tvā (Absolutivum I, bei Verben ohne Präfix), -ya (Absolutivum II, bei Verben mit Präfix) und das seltenere -am ... -am (Absolutivum III) indeklinable adverbiale Partizipien gebildet werden, die den slawischen Adverbialpartizipien entsprechen und eine abgeschlossene Handlung bei gleichem Subjekt mit dem Hauptsatz bezeichnen.
Beim Absolutivum I auf -tvā handelt es sich wahrscheinlich um einen erstarrten Instr.Sg. des Verbalabtraktums auf -tu (vgl. jantu- „Nachkomme“, dhātu- „Element, Wurzel“, vāstu- „Stätte, Haus, Gemach“).
Das Absolutivum II auf -(t)ya ist nach Franklin Edgerton vermutlich ebenfalls der Instr.Sg. eines Verbalnomens auf -(t)i mit Kürzung des ā > a. Albert Debrunner hingegen vermutet einen Zusammenhang mit dem Verbalabstraktum auf -yā.
Das Absolutivum III auf -am mit Wiederholung ist selten im klassischen Sanskrit und findet sich dagegen vorwiegend in den Brāhmanas. Im Awestischen findet sich eine vergleichbare Bildung auf -jum (-jīvəm), was einem altindischen -jīvam entsprechen würde.
Beispiele:
- mama duḥkhamutpannaṃ dṛṣṭvā yuṣmān „Mein Kummer erstand, als ich euch sah“
- viśramya viśramya na yāti kālaḥ „Unaufhöhrlich vergeht die Zeit (wtl. ruhend ruhend vergeht die Zeit nicht)“
- uktvā chalitāsmi tena „Nachdem er gesprochen hatte, wurde ich von ihm getäuscht“
- tacchrutvāśrukaluṣāṃ dṛṣṭiṃ kṛtvā sa provāca „Als dieser das gehört hatte, machte er ein tränentrübes Gesicht und sprach...“
- śṛgālo 'yam iti matvā ... procuḥ ... „«Ein Schakal ist dieser», indem sie so dachten, sprachen sie...“
- pāyaṃ pāyaṃ vrajati „Er geht, nachdem er wiederholt getrunken hat“

Manche Absolutiva haben sich zu Präpositionen entwickelt:
- kṛtvā „in Folge von“ (wtl. „getan habend“)
- akṛtvā „ohne zu“ (wtl. „ungetan habend“)
- ādāya „mit“ (wtl. „zu sich nehmend“)
- muktvā „außer“ (wtl. „aufgegeben habend“)

## Absolutivum im Hindi
Auch im Hindi wird die koordinierte Satzverknüpfung bei gleichem Subjekt mit einer speziellen Form ausgedrückt, die mittels -kar (aus dem Verb karnā „tun“), bzw. -ke gebildet wird. Hierbei handelt es sich vermutlich um eine grammatikalisierte Versteinerung des Sanskrit-Absolutivums kṛtvā.
Beispiele:
- ham āgre jākar tāj mahal dekhẽ „Lasst uns nach Agra gehen und das Taj Mahal besichtigen.“
- ma͠i hindī sīkhkar hī bhārat jāūṅgā „Ich werde erst nach Indien gehen, nachdem ich Hindi gelernt habe.“
- hāthī jhūmkar caltā hai. „Ein Elefant läuft schwankend.“